# Комаровський Євграф Федотович
Євгра́ф Федо́тович Комаро́вський (рос. Евграф Федотович Комаровский; * 18 (29) листопада 1769, Петербург — † 13 (25) жовтня 1843, село Городище Орловської губернії, нині Урицького району Орловської області Росії) — російський військовий діяч. Генерал від інфантерії (1828). Граф (від 1803 року).

## Біографія
Як ад'ютант великого князя Костянтина Павловича (1796—1800) брав участь в Італійському та Швейцарському походах Олександра Суворова. Опублікував «Журнал воєнних дій російсько-австрійських військ в Італії» («Военный журнал», 1810, книги 2—7).
Охолодження Павла I до Суворова відбилося і на Комаровському. На початку 1800 року його усунули з посади, а 5 травня (17 травня за новим стилем) 1800 року призначили комендантом фортеці в Кам'янці-Подільському. 1801 року Олександр I повернув Комаровського в Петербург. Євграф Федотович став генерал-ад'ютантом Олександра I. 1803 року завдяки клопотанню імператора Комаровський став графом Священної Римської імперії.
Деякий час очолював петербурзьку поліцію. 7 липня 1811 року Комаровського призначили інспектором знову заснованої внутрішньої варти. 1812 року вів збір рекрутів і коней у південно-західних губерніях і безпосередньої участі в бойових діях не брав. З перетворенням внутрішньої варти на Окремий корпус внутрішньої варти став його командиром (1816 рік).
Під час петербурзької повені 1824 року Комаровський виконував обов'язки військового губернатора Петербурзької сторони.
14 грудня. 1825 року брав активну участь у придушенні повстання декабристів. Входив до складу Верховного карного суду над декабристами. Комаровського обрали до комітету «для встановлення розрядів різних ступенів винуватості державних зловмисників».
1828 року, незадовго до виходу у відставку, Комаровському надали звання генерала від інфантерії, призначили сенатором.
Останні роки життя Комаровський майже безвиїзно провів у селі Городище — маєтку дружини Єлизавети Єгорівни (уродженої Цурикової).
Основним джерелом біографії Комаровського є його спогади, над якими він працював в основному в 1830—1831 року. «Записки» Комаровського — цінне та достовірне джерело для вивчення історії Росії кінця 18 — початку 19 століття, для реконструкції дворянського домашнього та придворного побуту не тільки Росії, але і низки європейських держав. Стриманий у своїх висловлюваннях, Комаровський виступає, як правило, інформатором, оціночність його спогадам не властива. Точність мемуарів Комаровського підтверджується іншими джерелами. 1914 року спогади окремим виданням опубліковано в Санкт-Петербурзі.

## Нагороди

Художній конверт із портретом Євграфа Комаровського (Росія, 2001 рік)

- Шпага з орденом Святої Анни 4-го ступеня (1798).
- Орден Святої Анни 2-го ступеня з алмазами (1799).
- Орден Святої Анни 1-го ступеня (1806).
- Орден Святого Володимира 2-го ступеня (1813).
- Орден Святого Олександра Невського (1825).
- За 25-річну службу — орден Святого Георгія 4-го класу.
- Звання командора державного ордена Святого Іоанна Єрусалимського (1799), кавалера ордена Святого Маврикія та інших нагород.

## Увічнення пам'яті
2001 року в Росії випущено художній конверт, присвячений Дню внутрішніх військ Міністерства внутрішніх справ Росії (припадає на 27 березня). На конверті вміщено портрет Комаровського з підписом: «Генерал-ад'ютант граф Є. Ф. Комаровський — перший командир Окремого корпусу внутрішньої варти Росії».